# Metlili Chaamba
Metlili Chaamba är en ort i Algeriet.   Den ligger i provinsen Ghardaïa, i den centrala delen av landet, 500 km söder om huvudstaden Alger. Metlili Chaamba ligger 542 meter över havet och antalet invånare är 50 117.
Terrängen runt Metlili Chaamba är platt, och sluttar österut. Runt Metlili Chaamba är det mycket glesbefolkat, med 4 invånare per kvadratkilometer. Trakten runt Metlili Chaamba är ofruktbar med lite eller ingen växtlighet.